# Gårda Business Center

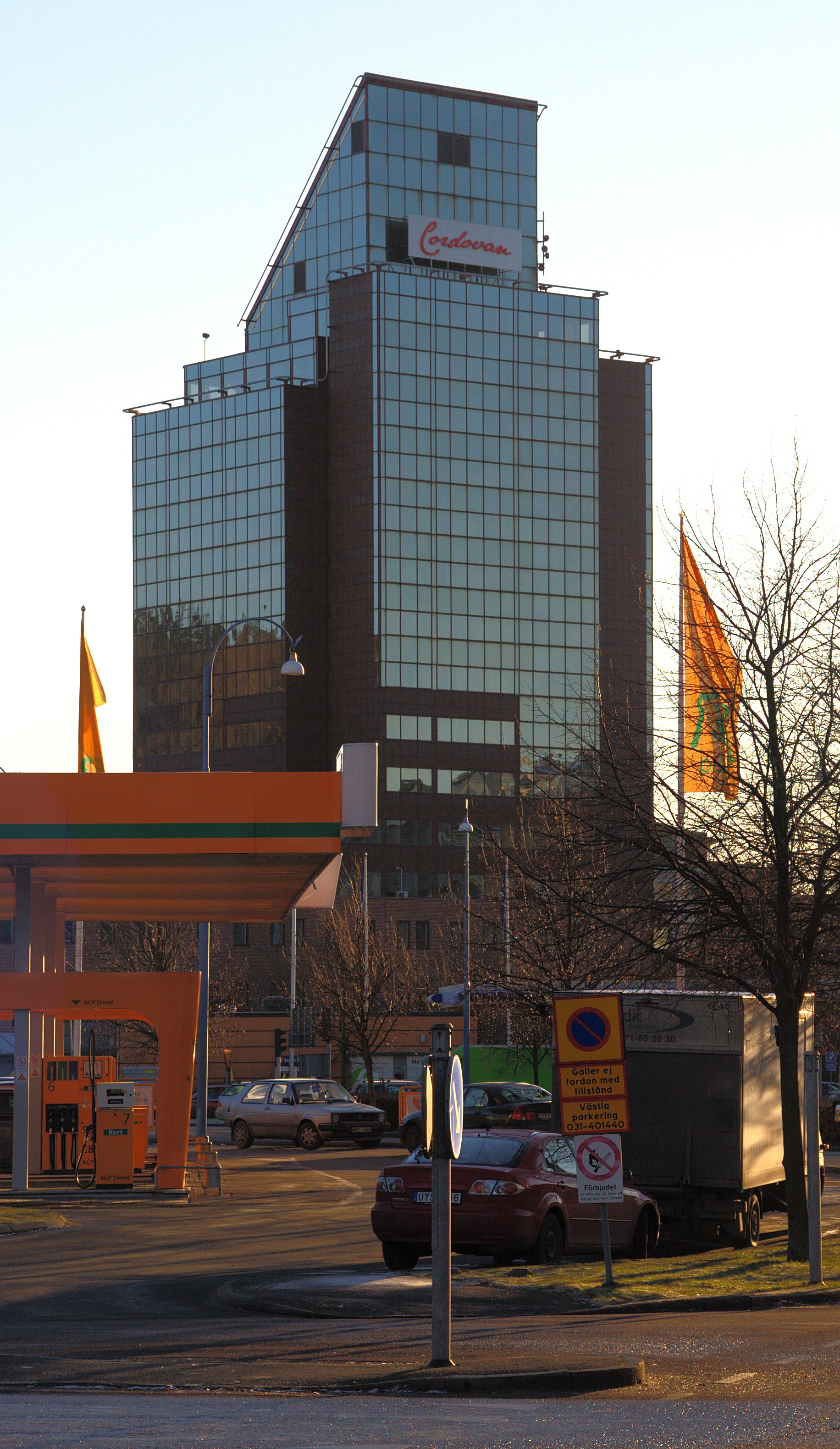
Huvudbyggnaden av Gårda Business Center.

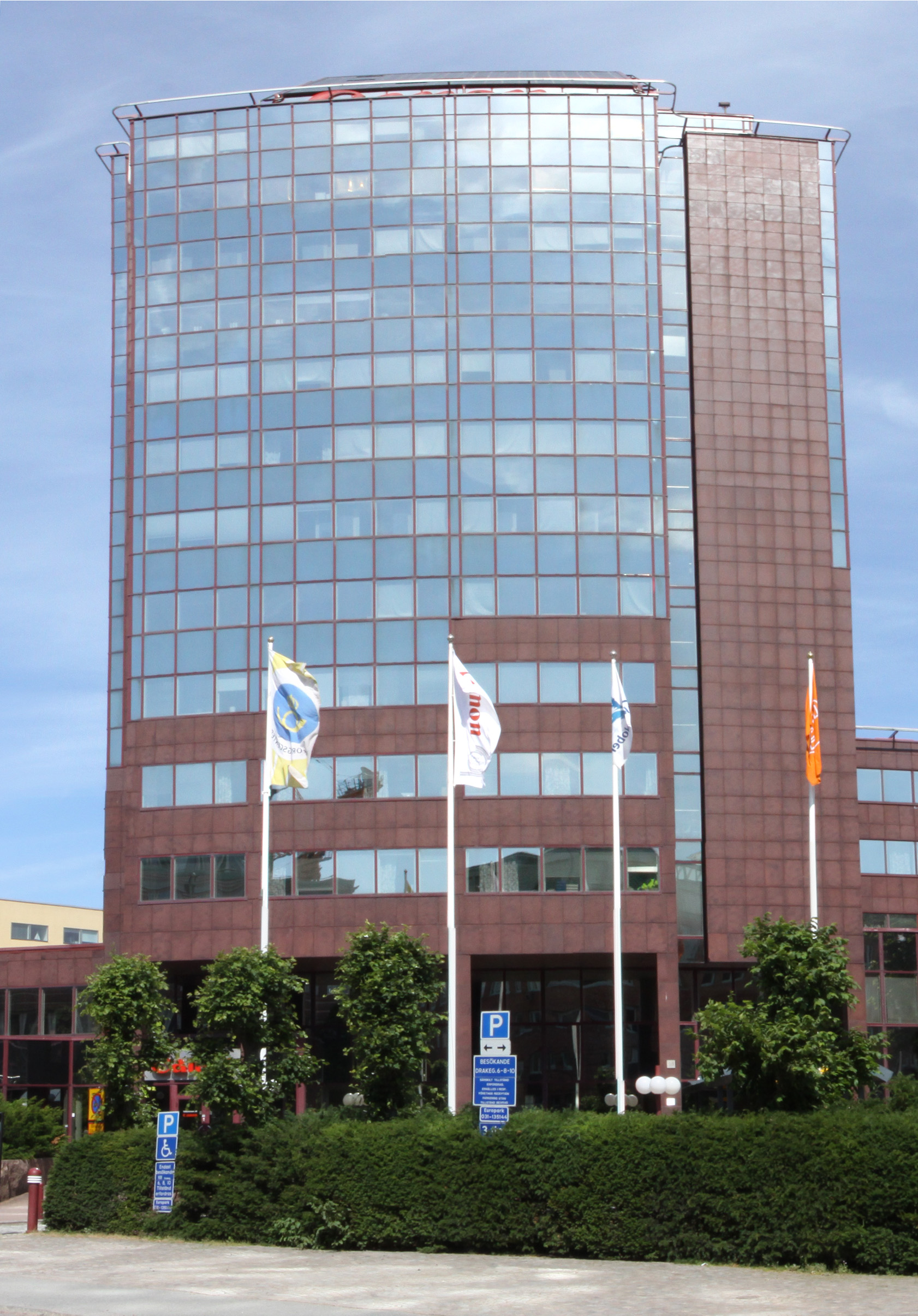
Huvudbyggnaden av Gårda Business Center.

Gårda Business Center, även kallat Canonhuset, är ett höghus i Gårda i Göteborg. Huset är 59 meter högt, har sjutton våningar och färdigställdes 1989. Huset är (år 2020) den 16:e högsta byggnaden i Göteborg och var tidigare den 32:a högsta i Sverige.